# 此沙
此沙（1997年5月3日—），本名诺苏·木古惹古·吉烏·此沙，中國男演員，出生於四川省涼山彝族自治州，畢業於四川電影電視學院管理系，後在北京電影學院表演系進修，並多次獲得國家勵志獎學金，2023年出演電影《封神第一部：朝歌风云》中的楊戩而為人所熟知。

## 早年经历
此沙於1997年5月3日出生於四川省涼山彝族自治州的布拖縣四棵乡。四棵乡在2015年才通电，2020年布拖县才成功脱贫摘帽。此沙的名字意思为“向上的小黑虎", 家中老人希望此沙可以像黑虎一样在奔跑的过程中找到自己人生的方向。此沙自幼騎馬習武，並代表涼山隊參加2012年四川省青少年"武術散打”錦標賽、獲得男子乙組60公斤前五強。此沙8岁被父母送去县城读书并且因在县城的露天影院观看李小龙与成龙的电影而对演戏产生了兴趣。 此沙念完小学进入了武术学校，白天学习文化课，晚上习武。
此沙在校期间成绩一直不错并考入了四川电影电视学院管理系并在大学期间多次获得国家励志奖学金与优秀学生学习一等奖。此沙在大学期间积极参加大学活动并勤工俭学一直用自己的薪资与奖金照顾学校附近敬老院的大学学生。此沙大二暑假期间前往横店尝试做群众演员，工作量大的时候一天换过六七套戏服。和此沙一起去横店体验群演的还有6名同学，同学们因为拍摄太辛苦都纷纷坚持不下去打道回府只剩此沙一人。 暑期结束后此沙继续回到四川电影电视学院并在2017年前往北京电影学院表演系进修。

## 演艺事业
2017年，在北京电影学院进修期间，此沙因被刘天池赏识而被推荐报名神话史诗电影《封神三部曲》的海选活动“封神训练营”，与三十位青年演员在万人海选中脱颖而出。 2018年1月此沙与封神剧组其他演员正式开启了为期半年封闭式训练，学习武术、马术、礼仪、古乐、先秦文化。此沙在训练期间一直与质子团候选演员练习格斗武术增肌，直到电影临近开拍才被通知饰演杨戬。2020年1月《封神三部曲》正式杀青，此沙由此开启了自己的演艺之路。
2020年，主演奇幻探險電影《大海怪》。2021年，出演電影《神墓》、《1921》；同年，在任嘉倫和白鹿主演的都市情感劇《一生一世》飾演梅行，漸為大眾所知。
2022年3月17日，在古裝神話劇《馭鮫記之與君初相識》再次搭檔任嘉倫，在劇中飾演頑皮可愛的山貓世子離殊。4月4日，主演的古代传奇剧《恰似故人归》播出 。
2022年10月，參與《金庸武俠世界》中主線單元《鐵血丹心》拍攝，飾演男主角郭靖。
2023年3月28日，張雲龍、陳若軒、孫怡等連袂主演的古裝劇《山河之影》播出，飾演錦衣衛百戶李東方。4月15日，与葉子淇、尚鉄龍領銜主演的奇幻探險電影《大海怪》上線。
2023年6月2日，与陳偉霆、章若楠等合作的當代都市劇《照亮你》播出。該劇在江蘇衛視首播，并在騰訊視頻同步播出。7月与肖戰、任敏合作的《玉骨遙》開播，客串柯爾克親王；7月20日，參演的電影《封神第一部》上映，此沙飾演楊戩。
2023年10月，與劉德華、謝霆鋒聯合出演電影《怒火漫延》，由郭子健擔任導演、劉德華擔任監製、謝霆鋒擔任動作指導。
2024年2月9日，参加《2024年中央广播电视总台春节联欢晚会》，与袁和平、樊少皇、吴樾表演功夫微电影《争春》。5月25日，参加《国家宝藏第四季》拍攝，擔任國寶守護人。 
2024年6月2日，悬疑巨制《侦战》在香港举行开镜仪式，该片集结金像奖级阵容：古天乐、任达华、谢君豪、袁富华、张兆辉、杨伟伦、魏浚笙，暨影坛实力新星：内地人气新秀此沙，伙拍卢慧敏主演。

## 影視作品

### 電視劇／網絡劇
| 首播年份 | 剧名         | 角色   | 備註   |
| 2021年   | 一生一世     | 梅行   |        |
| 2022年   | 與君初相識   | 离殊   | 網絡劇 |
| 2022年   | 恰似故人歸   | 离殊   | 網絡劇 |
| 2023年   | 山河之影     | 李东方 | 網絡劇 |
| 2023年   | 照亮你       | 霍岩宗 |        |
| 2023年   | 玉骨遥       | 柯尔克 | 網絡劇 |
| 2024年   | 金庸武侠世界 | 郭靖   | 網絡劇 |
| 2024年   | 錦繡安寧     | 陆嘉学 |        |
| 待播     | 花间酒人间月 | 秦朗   | 網絡劇 |
| 待播     | 欢聚         | 忠艺   |        |
| 待播     | 良陈美锦     | 陈彦允 |        |

### 電影
| 上映年份 | 电影名                         | 角色      |
| 2021年   | 1921                           | 重田要一  |
| 2021年   | 神墓（網絡電影）               | 辰南      |
| 2021年   | 牧野诡事之观山太保（網絡電影） | 封四九    |
| 2023年   | 大海怪（網絡電影）             | 林啸      |
| 2023年   | 封神第一部：朝歌风云           | 杨戬      |
| 2024年   | 孤星计划                       | 江岳      |
| 2024年   | 多想和你再見一面               | 喬明莊    |
| 2025年   | 封神第二部：战火西岐           | 楊戩      |
| 2025年   | 酱园弄·悬案                    | 陈开洲    |
| 2025年   | 捕風捉影                       | 熙旺/熙蒙 |
| 待上映   | 怒火漫延                       |           |
| 待上映   | 偵戰                           | 陽作      |
| 待上映   | 封神第三部                     | 楊戩      |
| 待上映   | 鏢人                           |           |